# Сміттаун (переписна місцевість, Нью-Йорк)
Сміттаун (англ. Smithtown) — переписна місцевість (CDP) в США, в окрузі Саффолк штату Нью-Йорк. Населення — 25 629 осіб (2020).

## Географія
Сміттаун розташований за координатами 40°51′48″ пн. ш. 73°13′28″ зх. д. / 40.86333° пн. ш. 73.22444° зх. д. (40.863410, -73.224444).  За даними Бюро перепису населення США в 2010 році переписна місцевість мала площу 31,37 км², з яких 30,12 км² — суходіл та 1,26 км² — водойми.

## Демографія
Згідно з переписом 2010 року, у переписній місцевості мешкало 26 470 осіб у 8773 домогосподарствах у складі 6959 родин. Густота населення становила 844 особи/км².  Було 9031 помешкання (288/км²).
Расовий склад населення:
| - 94,0 % — білих - 2,9 % — азіатів - 1,1 % — чорних або афроамериканців - 0,1 % — корінних американців |

До двох чи більше рас належало 1,1 %. Частка іспаномовних становила 5,1 % від усіх жителів.
За віковим діапазоном населення розподілялося таким чином: 26,3 % — особи молодші 18 років, 57,3 % — особи у віці 18—64 років, 16,4 % — особи у віці 65 років та старші. Медіана віку мешканця становила 42,9 року. На 100 осіб жіночої статі у переписній місцевості припадало 94,5 чоловіків;  на 100 жінок у віці від 18 років та старших — 91,8 чоловіків також старших 18 років.
Середній дохід на одне домашнє господарство  становив 134 615 доларів США (медіана — 113 372), а середній дохід на одну сім'ю — 151 574 долари (медіана — 128 589). Медіана доходів становила 91 979 доларів для чоловіків та 75 559 доларів для жінок. За межею бідності перебувало 3,6 % осіб, у тому числі 3,4 % дітей у віці до 18 років та 2,7 % осіб у віці 65 років та старших.
Цивільне працевлаштоване населення становило 12 357 осіб. Основні галузі зайнятості: освіта, охорона здоров'я та соціальна допомога — 28,7 %, науковці, спеціалісти, менеджери — 12,3 %, роздрібна торгівля — 10,4 %, фінанси, страхування та нерухомість — 8,9 %.